# Kruisribgewelf
Het kruisribgewelf is een type gewelf ontstaan uit een haakse ontmoeting van twee tongewelven. Dit constructiemodel komt vooral voor in de gotische bouwkunst.

## Omschrijving
Het kruisribgewelf of kortweg (een ribgewelf) is een type gewelf op een vierhoekige basis met de ribben als dragende elementen.
Bij het kruisribgewelf worden de diagonaalribben en de gordelbogen eerst gebouwd. Op de plaats waar de ribben elkaar kruisen wordt een sluitsteen of gewelfsleutel aangebracht.
Daarna wordt de ruimte tussen de ribben opgevuld met metselwerk.

Vergelijk van kruisgraatgewelf en kruisribgewelf
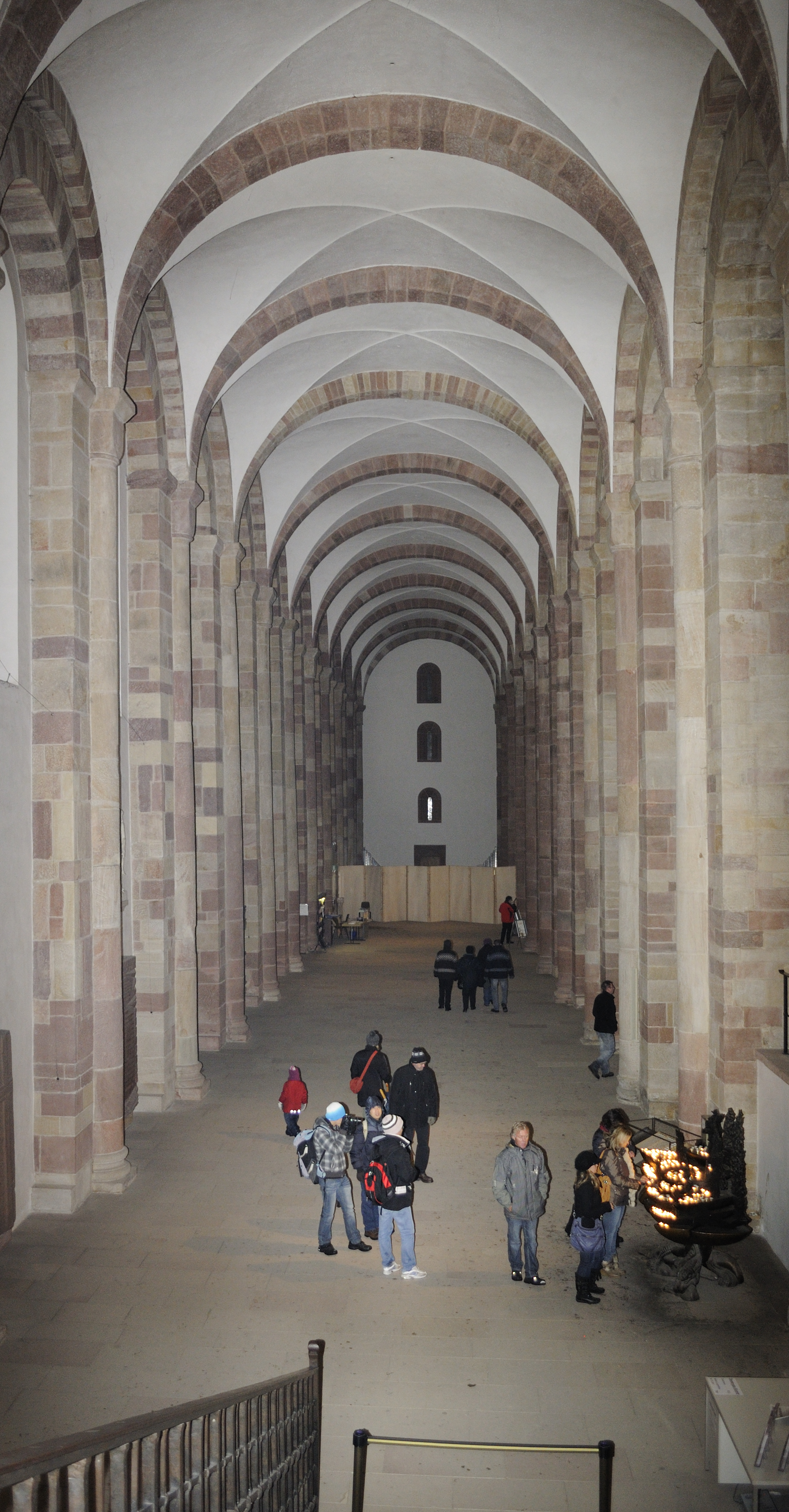
Dom van Speyer, kruisgraatgewelf, elke travee is een kruispunt van twee tongewelven. Stenen kruisgraatgewelven zijn zwaar.
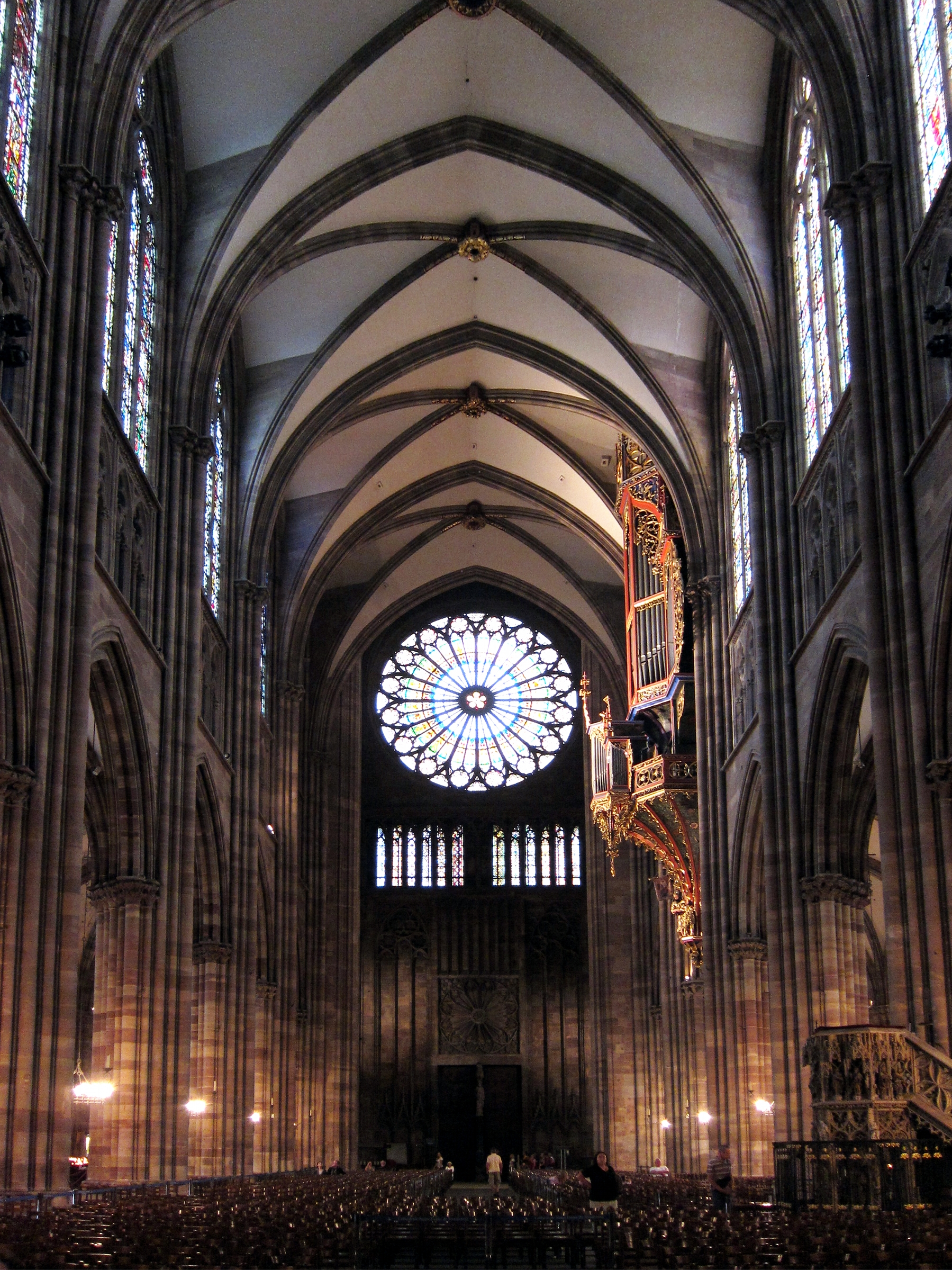
Kathedraal van Straatsburg, kruisribgewelf, kenmerk van de gotiek, de ribben dragen de meeste last, de schalen zijn dun

Door de draagkracht van de kruisribgewelfribben wordt het mogelijk steeds lichtere en hogere gewelven te bouwen. Daarbij worden ook de gewelfkappen gemetseld met een zo licht mogelijk materiaal.
Een kruisribgewelf wordt dus door de ribben gedragen terwijl bij een kruisgewelf de gewelfkappen zelfdragend zijn.
De druk voortkomende van het eigen gewicht van de constructie, de overbelasting en de windbelasting wordt bij een ribgewelf via de ribben overgebracht, niet op de muurdelen (zoals in de Romaanse bouwwerken), maar op de meest weerstandbiedende punten zoals kolommen, zuilen of pilasters. Daardoor worden de muurdelen tussen de zuilen niet belast en kan men zoals in de Gotische bouwwerken grote glasramen voorzien.

## Het kruisribgewelf en het ontstaan van de gotiek
Het kruisribgewelf werd voor het eerst gebruikt aan het einde van de romaanse periode (eerste helft 12de eeuw). Dit maakte het ontstaan van de gotiek mogelijk; kerken konden dankzij de lichtere constructie hoger gebouwd worden dan ooit. In de gotiek bereikte het gebruik van het kruisribgewelf zijn hoogtepunt.

Door het kruisribgewelf kreeg het interieur van een gotische kerk haar typische wandopbouw van bovenaan de lichtbeuk, vervolgens het triforium en ten slotte de arcaden.

### Soorten kruisribgewelven
Er zijn voornamelijk twee soorten kruisribgewelven: het vierdelige kruisribgewelf en het zesdelige kruisribgewelf.
- Het vierdelige kruisribgewelf bestaat uit 2 gordelbogen met daartussen twee diagonaalribben.
- Het zesdelige kruisribgewelf bestaat ook uit 2 gordelbogen met daartussen twee diagonaalribben; er is echter nog een extra gordelboog parallel aan de twee gordelbogen aangebracht die de diagonaalribben snijdt, daar waar de diagonaalribben elkaar snijden.

Bij een vierdelig kruisribgewelf is tussen de beide gordelbogen een raam aangebracht, terwijl bij een zesdelig kruisribgewelf twee smalle hoge ramen zijn aangebracht.
In de loop van de gotiek-periode slaagde men erin de gordelboog geleidelijk aan te laten verdwijnen en het gewelf volledig op te vangen door middel van de diagonaalribben.

### Andere gewelftypes
In de late gotiek werd de kruisvorm van het gewelf aangevuld met hulpribben, waardoor complexere gewelftypes ontstonden zoals het waaiergewelf, het stergewelf en het netgewelf.
Doordat de ribben de dragende elementen zijn, kan het gewelf blijven bestaan, ook al verdwijnen de gewelfkappen. Dit is vaak te zien bij ruïnes van gotische kerken, waar de gewelven zijn verdwenen terwijl de ribben nog aanwezig zijn.

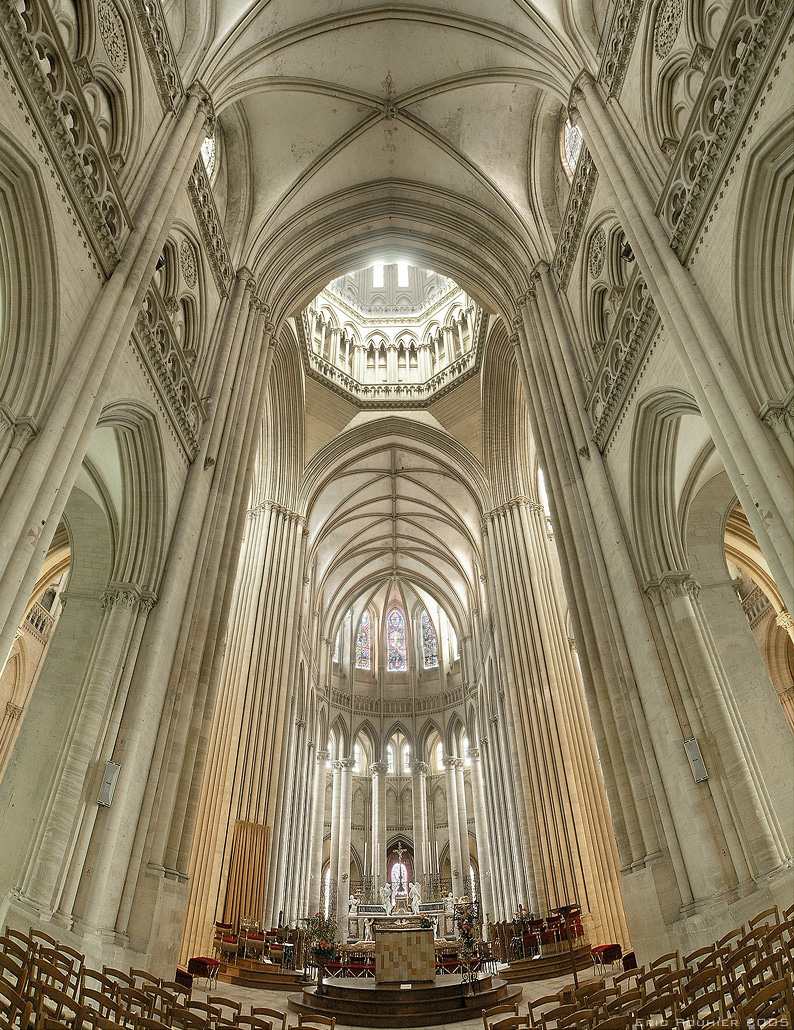
Vierdelig kruisribgewelf in de Kathedraal van Coutances.
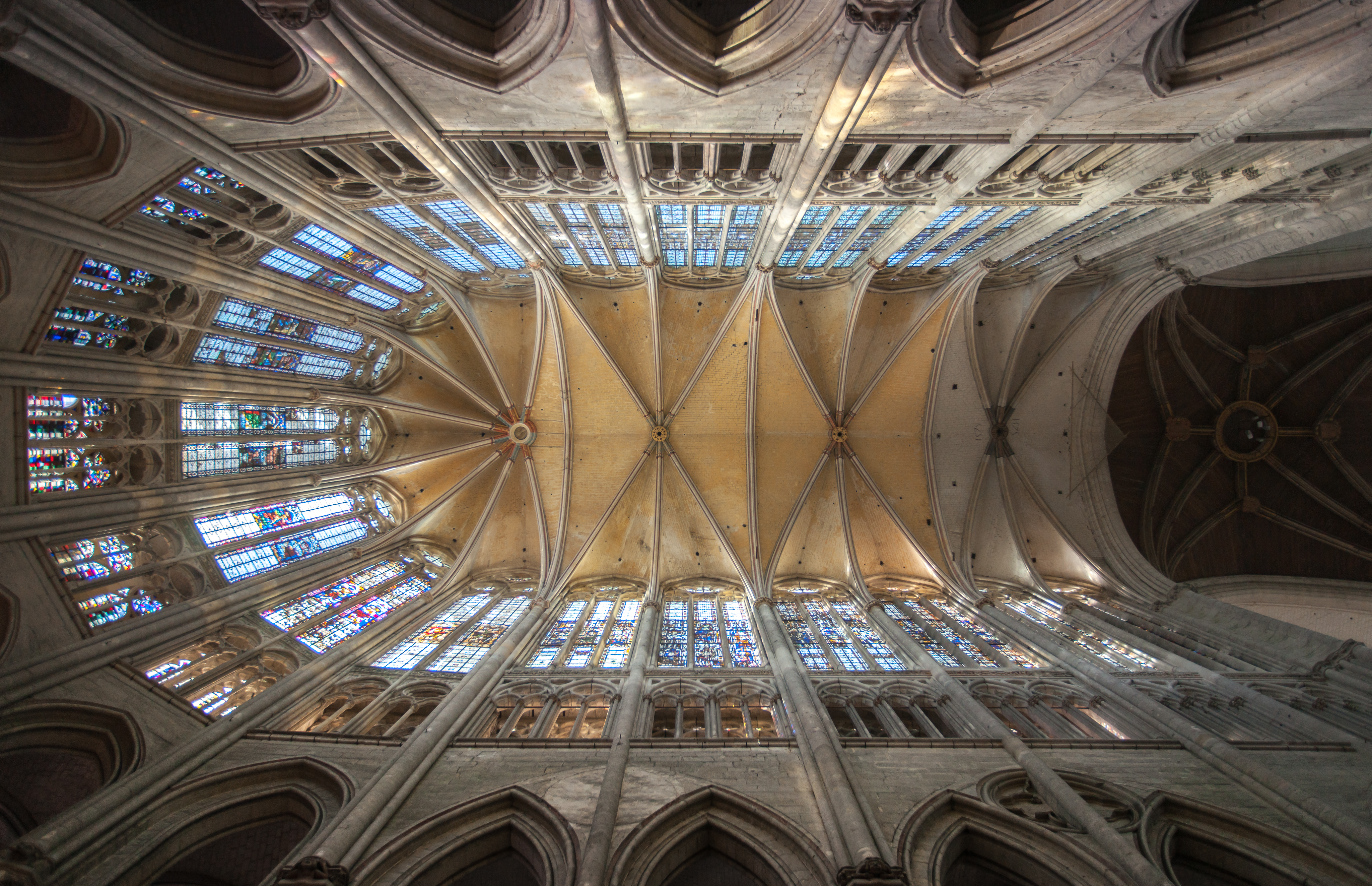
Zicht op het plafond van de gotische kathedraal van Beauvais met een zesdelig kruisribgewelf.

## Onderdelen kruisribgewelf

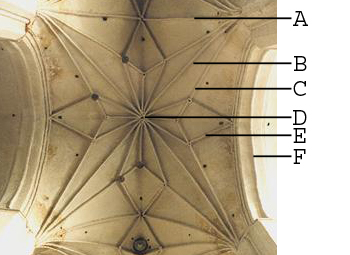
Stergewelf in de kerk van Toruń met daarin aangegeven verschillende onderdelen

Een kruisribgewelf of een verder ontwikkelde vorm ervan - een stergewelf - bestaat uit de volgende onderdelen:
A: twee of meer gordelbogen
B: twee diagonaalribben
C: een tierceron, een verdelingsrib tussen de hoofdribben
D: een druiper, een doorhangende sluitsteen, karakteristiek voor de late gotiek en vaak rijkelijk bewerkt
E: een lierne, een kleine verbindingsrib
F: twee schild- of muraalbogen